# Rio das Antas (Unterer Ivaí)
Der Rio das Antas ist ein etwa 85 km langer linker Nebenfluss des Rio Ivaí im Nordwesten des brasilianischen Bundesstaats Paraná.

## Etymologie

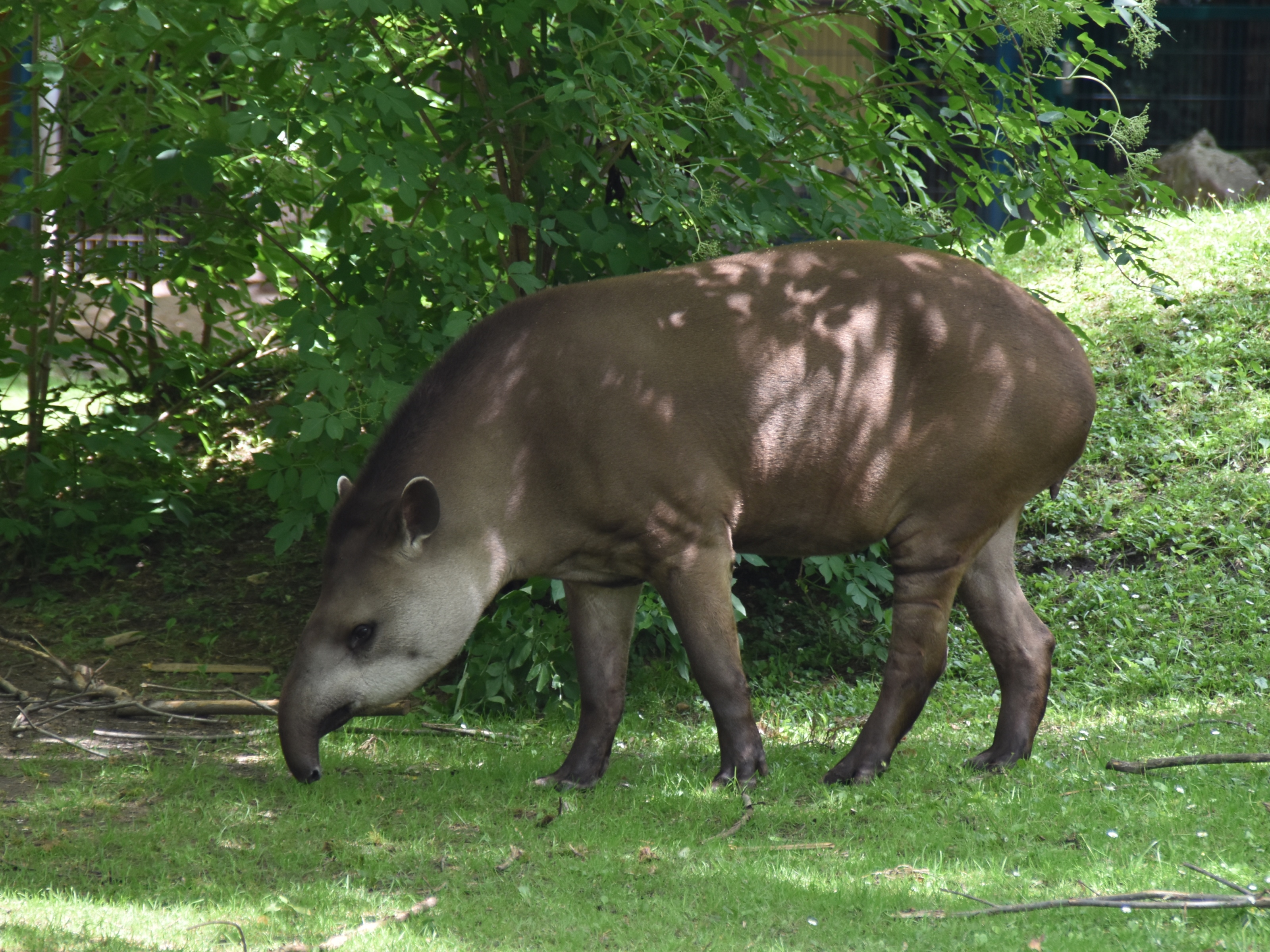
Anta, deutsch: Tapir

Der Name Rio das Antas bedeutet Tapirfluss und bezieht sich auf die Tapire (portugiesisch: Antas), die an den Flussufern anzutreffen waren.

## Geografie

### Lage
Das Einzugsgebiet des Rio das Antas befindet sich auf dem Terceiro Planalto Paranaense (Dritte oder Guarapuava-Hochebene von Paraná) nordöstlich von Umuarama.

### Verlauf
Sein Quellgebiet liegt im Munizip Maria Helena auf 373 m Meereshöhe in der Mitte zwischen den Ortschaften Maria Helena und Cruzeiro do Oeste.
Der Fluss verläuft in nördlicher Richtung. Nördlich von Maria Helena bildet er bis zu seiner Mündung die Grenze zwischen den Munizipien Douradina und Tapira.
Er fließt von links in den Rio Ivaí. Er mündet auf 240 m Höhe. Er ist etwa 85 km lang.

### Munizipien im Einzugsgebiet
Am Rio das Antas liegen die drei Munizpien Maria Helena, Douradina und Tapira.